# Бандиал, Умар Ата
Умар Ата Бандиал (англ. Umar Ata Bandial; род. 17 сентября 1958, Лахор, Западный Пакистан) — пакистанский государственный и политический деятель. Действующий главный судья Пакистана. Его назначение главным судьей было одобрено президентом Арифом Алви 13 января 2022 года, после чего вступил в должность 2 февраля 2022 года.
С 17 июня 2014 года работал судьей Верховного суда Пакистана, а до этого назначения занимал должность судьи Высокого суда Лахора с 1 июня 2012 года по 16 июня 2014 года.
Умар Ата Бандиал будет исполнять обязанности главного судьи Пакистана в течение одного года, шести месяцев и 25 дней со 2 февраля 2022 года до 16 сентября 2023 года.

## Ранний период жизни
В 1973 году получил Кембриджский сертификат в Академии Сент-Мери в Равалпинди. Затем поступил в колледж Эйтчисон в Лахоре, где получил Кембриджский сертификат о высшем образовании в 1975 году. Получил степень бакалавра экономики в Колумбийском университете в 1979 году, а затем получил степень юриста в Кембриджском университете в 1981 году. Получил квалификацию барристера в Линкольнс-Инн в Лондоне.

## Карьера
В 1983 году поступил на работу в Высокий суд Лахора в должности адвоката. Также преподавал деликтное право и договорное право в юридическом колледже Университета Пенджаба в Лахоре до 1987 года, после чего работал там в комитете по аспирантуре. Затем стал судьей Высокого суда Лахора, а через несколько лет — судьей Верховного суда Пакистана.

### Высокий суд Лахора
4 декабря 2004 года был назначен судьей Высокого суда Лахора. Стал одним из судей, которые отказались принести присягу в соответствии с Временным конституционным указом, предпочтя вместо этого уйти в отставку. Был восстановлен в должности судьи Высокого суда Лахора в результате действий Движения юристов.
В должности судьи Высокого суда Лахора председательствовал в делах, связанных с конституционным правом, гражданскими и коммерческими спорами и общественными интересами. 1 июня 2012 года был назначен главным судьей Высокого суда Лахора и занимал эту должность до назначения судьей Верховного суда 16 июня 2014 года.

### Верховный суд Пакистана
Назначение главным судьей Пакистана было одобрено президентом Арифом Алви 13 января 2022 года. Был приведен к присяге 2 февраля 2022 года на церемонии в Айван-е-Садре.
В первый месяц своей работы инициировал реформы в различных органах Верховного суда, в том числе в Системе управления делами, чтобы обеспечить скорейшее свершение правосудия. Реорганизовал отделы, которые занимались административными и судебными полномочиями, в том числе комитет по строительству, регистрационную комиссию, исследовательский отдел Верховного суда и клерков. Назначил следующих судей: Кази Фаеза Ису, Сардара Тарика Масуда, Иджазула Ахсана, Мазхара Алама и Саджада Али Шаха наблюдательными судьями провинциальных антитеррористических судов в Белуджистане, Федеральной столичной территории, Пенджабе, Хайбер-Пахтунхве и Синде.
Является председателем Высшего судебного совета, Судебной комиссии Пакистана и Комиссии по закону и правосудию. Структура этих трех комиссий была полностью изменена.
В первый месяц его работы в должности главного судьи Верховный суд вынес решение по рекордному 1761 делу. Старшие юристы отметили дисциплину в рассмотрении дел.
В 2022 году был назван в числе 100 самых влиятельных людей по версии журнала Time.

## Примечание
1. ↑  President approves appointment of Justice Umar Ata Bandial as CJP (амер. англ.). ARY NEWS (13 января 2022). Дата обращения: 7 марта 2022. Архивировано 13 января 2022 года.
2. 1 2  admin. Mr. Justice Umar Ata Bandial. Supreme Court of Pakistan. Дата обращения: 1 марта 2022. Архивировано из оригинала 15 января 2022 года.
3. ↑  Dawn.com. Justice Umar Ata Bandial takes oath as Supreme Court judge (англ.). DAWN.COM (17 июня 2014). Дата обращения: 8 марта 2022. Архивировано 8 марта 2022 года.
4. ↑  Six of incumbent SC judges to become CJP (24 февраля 2021). Дата обращения: 7 марта 2022. Архивировано из оригинала 24 февраля 2021 года.
5. ↑  Aitchison College:- News & Events. www.aitchison.edu.pk. Дата обращения: 12 марта 2022. Архивировано 31 мая 2022 года.
6. ↑  admin. Mr. Justice Umar Ata Bandial. Supreme Court of Pakistan. Дата обращения: 12 марта 2022. Архивировано 3 июля 2022 года.
7. ↑  Alumni in the News | Columbia College Today. www.college.columbia.edu. Дата обращения: 7 марта 2022. Архивировано 16 января 2022 года.
8. ↑  Oath Ceremony of Hon'ble Chief Justice | Lahore High Court. lhc.gov.pk. Дата обращения: 8 марта 2022. Архивировано 8 марта 2022 года.
9. ↑  Lahore High Court: Justice Bandial to take oath as chief justice today (англ.). The Express Tribune (31 мая 2012). Дата обращения: 8 марта 2022. Архивировано 23 апреля 2022 года.
10. ↑  Former Chief Justices| Lahore High Court. data.lhc.gov.pk. Дата обращения: 8 марта 2022. Архивировано 8 августа 2020 года.
11. ↑  Superior judiciary: Bandial takes oath as SC judge (англ.). The Express Tribune (18 июня 2014). Дата обращения: 8 марта 2022. Архивировано 3 апреля 2022 года.
12. ↑  Imaduddin. Justice Umar Atta Bandial takes oath as judge Supreme Court (англ.). Brecorder (17 июня 2014). Дата обращения: 8 марта 2022. Архивировано 8 марта 2022 года.
13. ↑  Justice Umar Ata Bandial takes oath as 28th Chief Justice of Pakistan (англ.). www.thenews.com.pk. Дата обращения: 7 марта 2022. Архивировано 7 марта 2022 года.
14. ↑  Bandial sworn in as chief justice (амер. англ.). Pakistan Today (2 февраля 2022). Дата обращения: 8 марта 2022. Архивировано 8 марта 2022 года.
15. ↑  CJ initiates reforms for swift, inexpensive justice (англ.). www.thenews.com.pk. Дата обращения: 8 марта 2022. Архивировано 7 марта 2022 года.
16. ↑  Over 1,700 cases decided in CJP Bandial’s 1st month (англ.). The Express Tribune (2 марта 2022). Дата обращения: 7 марта 2022. Архивировано 8 марта 2022 года.
17. ↑  THE 100 MOST INFLUENTIAL PEOPLE OF 2022. TIME. Архивировано 25 июня 2022. Дата обращения: 18 июля 2022.